# Woiwodschaft Podolien

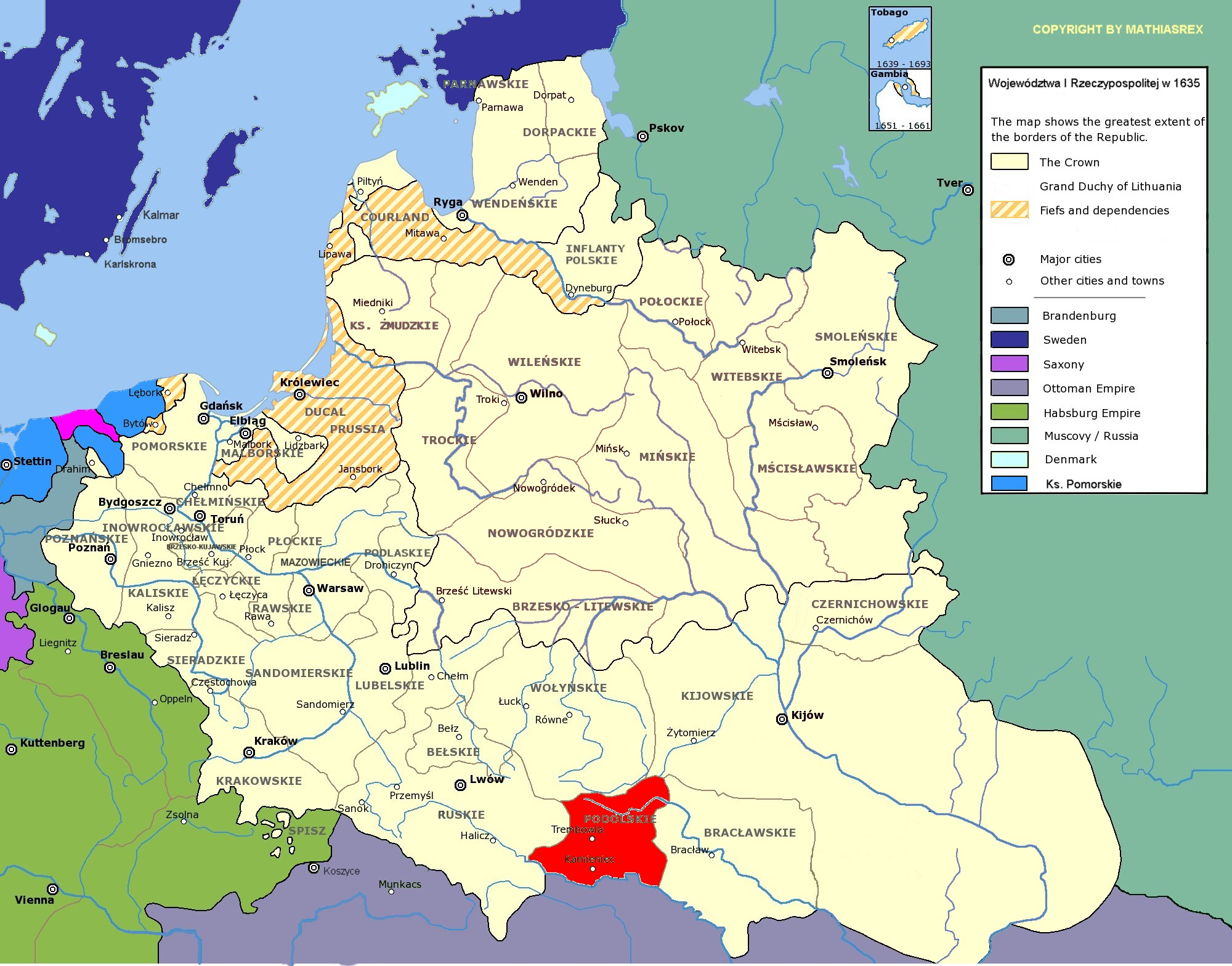
Die Woiwodschaft Podolien (rot) innerhalb Polen-Litauens

Wappen

Die Woiwodschaft Podolien (polnisch Województwo Podolskie, lateinisch Palatinatus Podoliae) war eine Verwaltungseinheit in der Provinz Kleinpolen des Königreichs Polen-Litauen. 1434 errichtet, war es Teil der polnischen Krone. Kurzzeitig (1672–1699) war das Gebiet unter osmanischer Herrschaft. Die Woiwodschaft bestand bis zur Zweiten Polnischen Teilung 1793. Zusammen mit der Woiwodschaft Bracław bildete sie die Landschaft Podolien. Das Gebiet gehört heute zur Ukraine.
Die Woiwodschaft hatte eine Ausdehnung von etwa 17.770 km².
Der Sitz des Woiwoden war Kamieniec Podolski, dort tagte auch die regionale Ständeversammlung (Sejmik poselski i deputacki). Darüber hinaus wurde von Podolien aus auch die Ständeversammlung (Sejmik generalny) der ruthenischen Länder in Sądowa Wisznia (ukr. Sudowa Wyschnja, Судова Вишня) beschickt.

## Administrative Einteilung
- Powiat Kamieniecki, Kamieniec Podolski
- Powiat Czerwonogradzki, Czerwonogród
- Powiat Latyczówski, Latyczów

## Woiwoden
- Piotr Odrowąż
- Michał Buczacki
- Hryćko Kierdejewicz
- Stanisław Chodecki
- Michał Mużyło Buczacki
- Andreas (Andrzej) Fredro
- Ioannes Odrowąż zu Sprowa
- Dawid Buczacki
- Jakub Buczacki
- Paweł Koła
- Otto Chodecki
- Mikolaj Mielecki
- Stanisław Odrowąż (seit 1535)
- Ioannes Tworowski
- Ioannes Starzechowski
- Georgius Jazłowiecki
- Hieronim Jazłowiecki
- Tomasz Zamoyski (seit 1618)
- Marcin Krasicki (1630–1632/1633)
- Marcin Kazanowski (1632/1633–1636)
- Stanisław „Rewera“ Potocki (1636–1653)
- Wacław Rzewuski

## Weblink
- Karte mit dem Gebiet der Woiwodschaft Podolien von 1772 (durch Rizzi Zannoni)